# Aciagrion feuerborni
Aciagrion feuerborni är en trollsländeart som beskrevs av Schmidt 1934. Aciagrion feuerborni ingår i släktet Aciagrion och familjen dammflicksländor. Inga underarter finns listade i Catalogue of Life.